# Bifidobacterium longum
Espèce
Bifidobacterium longum est une espèce de bactérie lactique de la famille des Bifidobacteriaceae, trouvée dans le tube digestif de l'homme et du porc . Bien qu’elle ne soit pas numériquement dominante, c’est une commensale du tube digestif humain et du vagin où elle inhibe la croissance des bactéries pathogènes et stimule le système immunitaire.
B. longum contient trois sous-espèces longum, infantis et suis, qui étaient à l’origine catégorisées comme des espèces différentes.
Plusieurs souches ont été sélectionnées pour leurs effets probiotiques.

## Étymologie et histoire
Le nom de genre Bifidobacterium dérive du latin bifidus « fendu, partagé en deux » et bacterium « bâton » (d’où a été dérivé le mot français de 'bactérie' et le terme de latin scientifique bacterium, par Christian Gottfried Ehrenberg en 1838).
L’épithète spécifique longum dérive du latin longus « long, étendu »
En 1899, Henri Tissier, un pédiatre de l’Institut Pasteur, fut le premier à isoler une bifidobacterium, dans les selles d’un nourrisson. Il l’appela Bacillus bifidus en raison de sa morphologie bifide en Y. En 1924, S. Orla-Jensen de Copenhague, reconnut le genre Bifidobacterium comme un taxon séparé. En 1974, la huitième édition du Bergey’s Manual of Determinative Bacteriology reconnait Bifidobacterium comme un genre à part entière et              renomme Bacillus bifidus en Bifidobacterium bifidum.
Gerhard Reuter isola en 1963 Bifidobacterium longum dans des selles humaines qu’il distingua de B. infantis prévalente dans le tube digestif du jeune enfant et de B. suis, prévalente chez le porc. Puis en 2002, Sakata et al. unifièrent ces trois espèces, B. longum, B. infantis et B. suis, sous le nom de Bifidobacterium longum, sur la base des valeurs d’hybridation ADN-ADN. Finalement Martelli et al. proposèrent de distinguer les sous-espèces B. longum subsp. longum, B. longum subsp. infantis et B. longum subsp. suis .
En 1974, la huitième édition du Bergey’s Manual of Determinative Bacteriology reconnait Bifidobacterium comme un genre à part entière, comprenant 11 espèces. En 2012, Bergey’s Manual donne 32 espèces et The Taxonomicon en ligne donne 44 espèces  (sept. 2018).

## Description
Bifidobacterium longum est une bactérie lactique
- Gram-positive

- chromosome circulaire, contenant 60 % de G+C

- En forme de bâtonnet au contour irrégulier, le plus souvent incurvé, avec une extrémité parfois ramifiée (la composition du milieu de culture en anaérobiose semble à l’origine du polymorphisme)

- Non motile

- Ne formant pas de spore

- Anaérobie stricte

- Siège d’une fermentation hétérolactique c'est-à-dire de la fabrication d'acide lactique associé à de l'acétate, sans dégagement gazeux
- Fermente un grand nombre de sucres ( D-galactose, D-lactose, maltose, mélibiose, raffinose et saccharose) en acide lactique

- Température optimale de développement est 36 à 38 °C ; la croissance est nulle en dessous de 20 °C et au-dessus de 46 °C.

- Le pH initial optimum de croissance se situe entre 6,5 et 7,0.

La culture des bactéries anaérobies strictes étant assez délicate, le développement des techniques de séquençage de l’ADN ont permis de mettre en évidence une série de gènes jouant un rôle essentiel dans la croissance de B. longum dans le tube digestif et divers milieux gélosés en anaérobiose.
Sous-espèces :
- Bifidobacterium longum subsp. longum (Reuter 1963) Mattarelli et al. 2008
- Bifidobacterium longum subsp. infantis (Reuter 1963) Mattarelli et al. 2008
- Bifidobacterium longum subsp. suis (Matteuzzi et al. 1971) Mattarelli et al. 2008

## Génétique
Le séquençage du génome de B. longum NCC2705 a été effectué par Mark A. Schell et al en 2002. Il comporte 2,26 Mb, 1 797 gènes et 57 ARN de transfert, 12 ARN ribosomiques . Ces grandeurs peuvent être plus importantes pour certaines autres souches séquencées.
Il possède un nombre excessif de gènes (plus de 8 % du génome) associés au métabolisme des oligosaccharides. L’absence apparente d’enzymes capables de décomposer certains d’entre eux, comme la pectinase, cellulase et α- et β-amylase, contraste fortement avec le nombre élevé de glycosides hydrolases, capables de catalyser l’hydrolyse de liaisons glycosidiques, notamment des liaisons peu communes trouvées chez les polymères de plantes (comme hémicelluloses, arabinogalactanes, arabinoxylanes, gommes, inulines, galactomannanes). La persistance de B. longum dans le côlon viendrait de sa capacité à cataboliser les substrats peu digérés par l’hôte et les micro-organismes du tube digestif.
Les homologues de la plupart des enzymes nécessaires à la synthèse de l’acide folique (vitamine B9), de la thiamine (vitamine B1) et de la nicotinate (vitamine B3) sont présentes. Par contre, il manque la riboflavine (vit. B2), la biotine (vit. B8), la cobalamine (vit. B12) et le pantothénate (vit. B5) et pyridoxine (vit. B6).
Comme d’autres anaérobies, B. longum peut fermenter des acides aminés. Il possède plus de vingt peptidases qui peuvent produire des acides aminés à partir de substrats protéiniques du tube digestif ou du vagin, là où les glucides sont moins abondants.
Les acides acétiques et lactiques sont les principaux métabolites finaux, avec un ratio molaire théorique d’acide acétique sur acide lactique de 1,5 .

## Chez le nourrisson
Depuis les travaux pionniers de Tissier en 1900, de nombreuses études ont décrit la succession des bactéries qui colonisent le tube digestif du nouveau-né. Il fut observé que la composition du microbiote intestinal est fortement influencée par la nourriture de l’enfant. Pour ceux qui sont nourris au sein, le microbiote est rapidement dominé par les bifidobactéries, alors que pour ceux nourris au lait maternisé, il héberge une plus grande variété de bactéries, comme les Streptococcus, Bacteroides et les Clostridium en plus des Bifidobacterium . Le développement des techniques moléculaires ont permis de suivre l’évolution des populations dominantes de l’intestin de deux nourrissons nés par voie naturelle et nourris au sein. Au début, on observe une colonisation précoce par les espèces de bifidobactéries, détectées respectivement le troisième et quatrième jour de vie. Durant les six premiers mois, la domination des bifidobactéries fut plus intense pour le nourrisson nourris exclusivement au lait maternel que pour celui qui reçut à la fois du lait maternel et du lait maternisé. D’autres bactéries produisant de l’acide par fermentation, comme des streptocoques et des entérocoques, ont été trouvés chez les deux enfants principalement durant la période de nourrissage au sein.
On sait que le lait maternel contient plus de 80 oligosaccharides (en dehors du lactose), dotés de structures peu communes et qui arrivent intacts dans le côlon. La capacité assez exceptionnelle de B. longum de cataliser ces substrats favorise donc son développement.

## Évaluation des propriétés probiotiques

### Méthodologie
Les bifidobactéries probiotiques sont couramment  utilisées dans la prévention et la réduction des infections gastro-intestinales mais il manque un consensus sur la méthodologie d’évaluation de leur efficacité. Les difficultés viennent de la variabilité des résultats suivant les souches d’une même espèce et du manque de corrélations solides entre les essais in vitro et in vivo. Les études in vitro, qui mettent en contact direct bactéries et cellules immunitaires, sont peu conformes à la configuration in vivo, où les probiotiques ingérés ne sont pas (ou marginalement) en contact direct avec le système immunitaire. Si seules les études cliniques en double aveugle contre placebo peuvent être considérés dans un premier temps, le besoin d’avoir un mécanisme d’action oblige néanmoins de recourir aux essais in vivo.
Les mécanismes d'action de B. longum ont fait l'objet de quelques hypothèses : une stimulation pluripotente du système immunitaire , la production d’acide organique ,, de bactériocines  ou la capacité d’inhiber l’adhésion aux entérocytes des pathogènes ou de prévenir la translocation des bactéries .
Une étude in vivo de la capacité de neuf souches différentes de B. longum à induire une production de cytokines par les cellules mononuclées sanguines périphériques (PBMC) a mis en évidence des différences prononcées.
Elles ont toutes des profils de production de cytokines différents (en particulier l’IL-10, l’interféron IFN-γ et le facteur de nécrose tumorale TNF-α), sauf pour l’interleukine 4 (IL-4) qui n’a été induite par aucune des souches testées. Par contre toutes les cellules mononuclées PBMC stimulées par les souches de B. longum ont induit une production supérieure d’IL-10 que les PBMC non stimulées. Et les souches B. longum ATCC 15707 et NCC 2705 ont montré une capacité plus élevée de produire IL-10 que les autres souches.

### Les infections intestinales àE. colientéropathogènes
Certaines souches d’Escherichia coli, dites entérohémorragiques (EHEC), sont responsables d’intoxications diarrhéiques par le biais de produits alimentaires contaminés (viande hachée mal cuite, lait cru, etc.). On estime que pour 10 % des patients, l’infection évolue en formes graves, comme la colite hémorragique et le syndrome hémolytique et urémique potentiellement mortel, notamment chez les jeunes enfants et les personnes âgées. La virulence du sérotype E. coli EHEC O157 est associée à la production d’une toxine, appelées shigatoxine 2 (STX2).
Une étude de Fukuda et al.  a cherché à voir si l’administration de bifidobactéries à des souris contaminée par E. coli EHEC O157 pouvait les protéger. Quand on contamine des souris axéniques (dépourvues depuis la naissance de tout germe) par E. coli O157, elles meurent sous 7 jours. Mais les souris survivent si préalablement à la contamination, elles ont été colonisées par B. longum subsp. longum JCM 1217. Par contre la colonisation par d’autres souches de bifidobactéries, comme B. adolescentis JCM 1275, n’ont pas d’effet protecteur.
Aucune différence significative dans les paramètres pathologiques et physiologiques n’a été trouvée entre les deux groupes sauf la concentration sanguine de shigatoxine2 qui est 8 fois inférieure chez les souris protégées.
L’analyse précise des différences de la composition en métabolites fécaux des souris ayant reçu des souches protectrices et non protectrices, a mis en évidence une concentration plus élevées en acétate (mais pas en lactate ou formiate) chez les souris associées à des souches protectrices. Les auteurs de l’étude ont pu préciser le mécanisme protecteur : l’acétate stimulerait les défenses anti-inflammatoires des cellules intestinales et bloquerait le passage de la shigatoxine2 dans le sang.
Toutes les bifidobactéries peuvent produire suffisamment d’acétate en présence de glucose, comme c’est le cas dans le colon proximal (proche du début). Mais dans le colon distal (proche de l’extrémité) où il n’y a plus de glucose, seules les bifidobactéries protectrices seraient capables de produire suffisamment d’acétate en catabolisant le fructose présent. Le séquençage du génome des différentes souches de bifidobactéries a d’ailleurs permis de mettre en évidence des gènes codant des transporteurs de fructose (ainsi que du ribose et du mannose, etc.) présents chez les bactéries protectrices alors que les gènes codant les transporteurs du lactose et du fructo-oligosaccharides sont présents chez les bifidobactéries non protectrices (et protectrices).

### Les infections àSalmonella
Les infection entériques à Salmonella sont parmi les diarrhées, les responsables les plus fréquentes de décès, notamment pour les jeunes enfants de moins de 5 ans.
Une étude de l’effet protecteur de la combinaison de deux souches de bifidobactéries (B. longum subsp. infantis CECT 7210 et B. animalis subsp. lactis BPL6) sur 72 porcelets sevrés, contaminés à la Salmonella Typhimurium a été menée par Barba-Vidal et als. Le traitement probiotique a été administré tous les jours alors que la contamination à la salmonelle s’est faite en une fois par voie orale. Celle-ci a été suivie d’un épisode de diarrhée aigüe et de quatre décès. L’administration de probiotiques n’empêche pas l’infection à la salmonelle mais diminue la charge de salmonelles dans le colon et les fèces.
Les bénéfices dus aux probiotiques retirés par les animaux contaminés furent un accroissement de la prise alimentaire, une réduction de l’excrétion fécale de Salmonella, de la température rectale, une amélioration du ratio villosité : crypte.

### Les infections àRotavirus
On sait que les enfants nourris au sein sont mieux protégés des infections que ceux nourris au lait maternisé, car une forte proportion des immunoglobulines du lait maternel est fait d’anticorps IgA qui assurent une protection contre les infections entériques à rotavirus . Ces anticorps IgA antirotavirus maternels se fixent sur la muqueuse digestive du nourrisson et assurent un rôle protecteur. Ils peuvent d’ailleurs être détectés dans les selles des bébés nourris au sein mais pas chez ceux nourris autrement.
Dans le but de trouver des souches de probiotiques capables d’inhiber les rotavirus humains, Muñoz et al. ont isolé des souches de Bifidobacterium longum dans les selles de bébés nourris au sein. Une nouvelle souche nommée B. longum subsp. infantis CECT 7210 a été sélectionnée sur sa capacité à inhiber in vitro les rotavirus sur des lignées cellulaires. Pour s’assurer de son aptitude à s’établir dans le tube digestif, il a été établi qu’elle est apte à résister à l’acidité gastrique, au sel biliaire, au NaCl et qu’elle possède une bonne adhésion au mucus intestinal.
Une étude menée sur les souris a établi que l’administration de B. longum subsp. infantis CECT 7210 permet de traiter les diarrhées en inhibant les infections à rotavirus. Après une administration de la souche de bifidobactéries, on observe au début un accroissement du niveau des anticorps IgA dans la matière fécale puis une diminution jusqu’au niveau du groupe de contrôle au bout de 168 h.
Une étude antérieure en double aveugle portant sur dix adultes avait testé les effets de la prise journalière de trois yaourts enrichis ou non de B. longum lors de la prise de l’antibiotique (erythromycine). L’absorption de yaourts enrichi de B. longum diminue le poids et la fréquences des matières fécales et des douleurs abdominales.

### Cancer colorectal
Il a été établi par des études in vivo et in vitro que des souches de B. longum  (ainsi que B. breve ou de certains Lactobacilles) pouvaient fournir une protection à l’ADN quand on cherche à l’endommager par des carcinogènes et inhiber l’effet génotoxique de deux carcinogènes sur les rats.